# Dorylas Moreau
Dorylas Moreau (ur. 15 lipca 1947 w Kamouraska, zm. 22 października 2019 w Rouyn-Noranda) – kanadyjski duchowny katolicki, biskup Rouyn-Noranda w latach 2002–2019.

## Życiorys
Święcenia kapłańskie otrzymał 20 maja 1972 i inkardynowany został do diecezji Sainte-Anne-de-la-Pocatière. Po święceniach był wicekanclerzem i sekretarzem kurii biskupiej. Dwa lata później rozpoczął studia z liturgiki w Brugii, które później kontynuował w Montrealu. Po powrocie do diecezji w 1983 został koordynatorem duszpasterstwa diecezjalnego. Od 1989 pracował jako proboszcz w kilku parafiach diecezji.
30 listopada 2001 papież Jan Paweł II mianował go ordynariuszem Rouyn-Noranda w metropolii Gatineau. Sakry biskupiej udzielił mu 2 marca 2002 biskup Jean-Guy Hamelin.
25 czerwca 2019 papież przyjął jego rezygnację z pełnionego urzędu.